# 合肥铁路枢纽
合肥铁路枢纽位于安徽省合肥市，是2016年《中长期铁路网规划》中的16个中国铁路枢纽之一，是华东地区重要的铁路枢纽，也是国家“八纵八横”高速铁路主通道中京沪通道、京港台通道与沿江通道的交汇点。

## 枢纽范围
依据合肥铁路枢纽总布置示意图，合肥铁路枢纽范围为北至合蚌高速铁路合肥北城站；东至合宁铁路肥东站、京台高速铁路长临河站、淮南铁路桥头集站；南至京港高速铁路肥西站、合九铁路丰乐站；西至宁西铁路雷麻店站。

## 历史

### 普速铁路时代

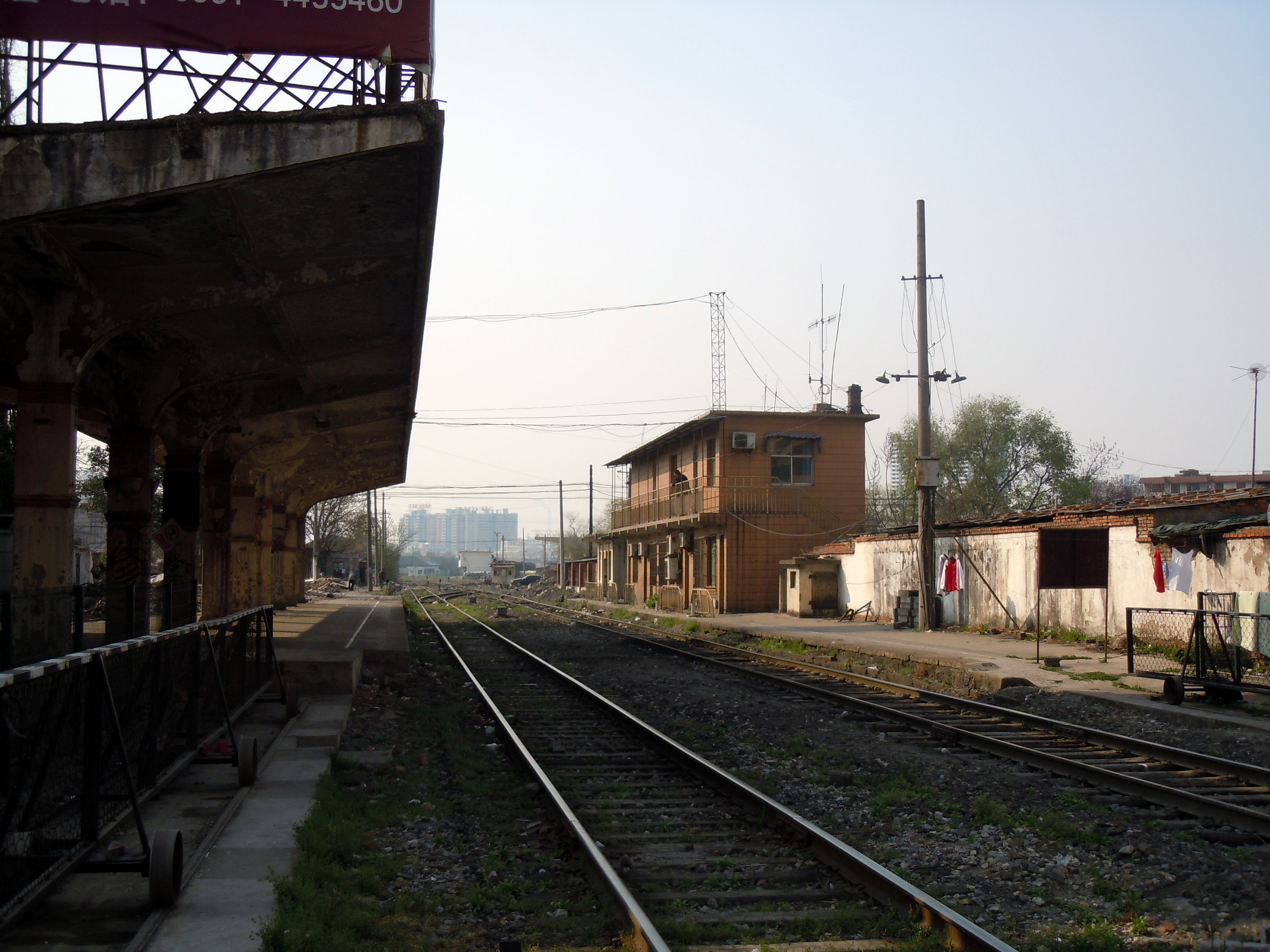
老合肥南站站台

虽然早在1935年合肥就迎来了淮南铁路轰鸣的铁路机车，但普速铁路时代的合肥与铁路枢纽相差甚远。不论是铁道部的“十一五”铁路客运站规划，还是2008年的《中长期铁路规划》，合肥均未入列。直至1996年合九铁路通车前，合肥都只是淮南铁路上的一座过路车站。普速铁路时代的合肥往往仅通南北、难达东西，无论是向东往南京、上海方向，还是向西往郑州、武汉方向，基本都得从蚌埠、芜湖绕行，在蚌埠站换乘更是合肥旅客的家常便饭。90年代，安徽省力推的途经淮南-合肥-安庆的京九铁路东线方案败于湖北主推的途经麻城-黄冈的西线方案，给了安徽铁路建设当头一棒，最终落败的东线方案转以国家、安徽省、企业三方共同投资建设的单线非电化合九铁路面世。进入21世纪后，宁西铁路开工，这条平平无奇的普速铁路，最终成为合肥铁路枢纽的曙光。

### 高速铁路时代
2005年，宁西铁路合宁段以最低时速200公里的快速铁路标准开工。2008年，合宁铁路成为全国首条开通的时速250公里客运专线。同年，合武铁路通车，沪汉蓉快速客运通道逐渐成形。此后安徽铁路建设开始围绕合肥加速。2009年，合蚌客运专线开通，成为途经合肥枢纽首条时速300公里以上铁路。2015年，合福客运专线开通。2016年，国家发改委发布《中长期铁路网规划》，合肥被列入综合铁路枢纽，同时国家提出“八纵八横”高速铁路主通道这一概念，合蚌客运专线、商杭客运专线合杭段、合新高速铁路（现称合宿高铁）作为京沪通道支线列入，商杭客运专线商合段、合九客运专线、合福客运专线作为京港台通道主干列入，合宁铁路、合武铁路、沪渝蓉高速铁路作为沿江通道主干列入。2018年，合肥铁路枢纽总图规划方案获批，合肥枢纽被定位为华东地区重要的铁路枢纽。2020年，贯穿安徽南北的华东第二通道——商杭客运专线全线通车，其中商合段被列入京港高铁东线，而此时西线方案阜冈九城际铁路仍未入规，京港高铁主干经过安徽已成既成事实，安徽在普铁时代的大败最终在高铁时代扳回一局。2021年，合九客运专线全线通车，至此京港高铁阜九段东线全线通车。

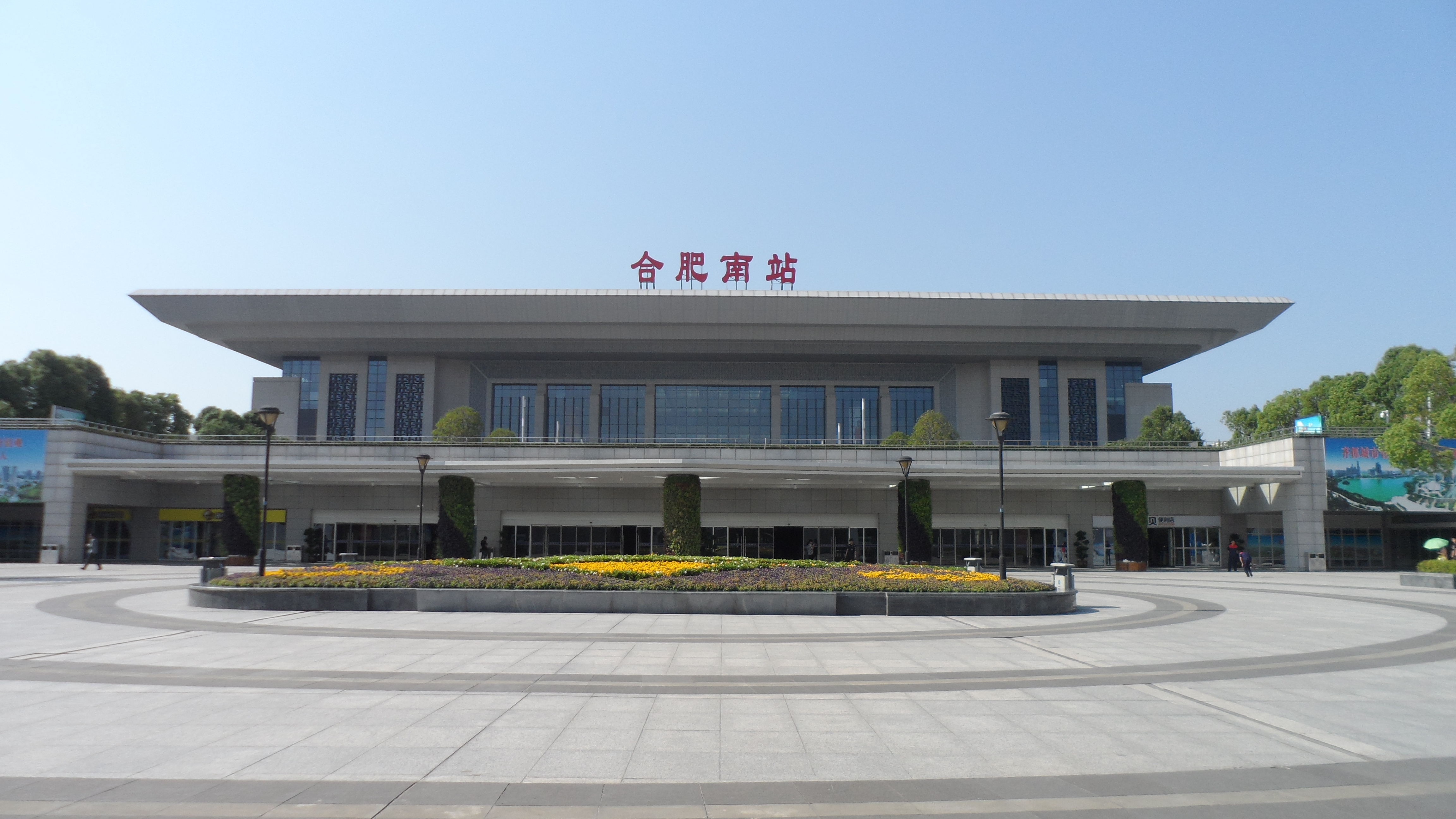
合肥南站

高铁时代的合肥枢纽仍再对枢纽内的普速铁路进行改造升级。由于合肥铁路枢纽是基于淮南线、合九线两条普速铁路发展而来，枢纽内长期处于客货混跑、普高混跑、高夺普路的混乱局面，使得合肥枢纽运能紧张，枢纽内旅客列车往往耗时严重。2016年，淮南铁路电气化扩能改造工程完工。2021年，宁西、合九货车外绕线通车，极大改善了合肥枢纽西环线的运能紧张问题。

### 未来建设计划
目前合肥枢纽尚有两条在建高速铁路，即2021年开工的京沪高铁二线支线——合宿高速铁路和2024年全线开工的沪渝蓉高速铁路。2021年开工的巢马城际铁路虽未直接进入合肥枢纽，但亦将提升合肥枢纽的通达度。未来合肥枢纽铁路建设计划以城际铁路为主，规划有合新六城际铁路、合池城际铁路、合芜宣城际铁路、新淮蚌城际铁路等。跨区域铁路规划有不直接接入枢纽的合康、合西高速铁路。

## 主要车站

### 客运站

#### 三大主客站

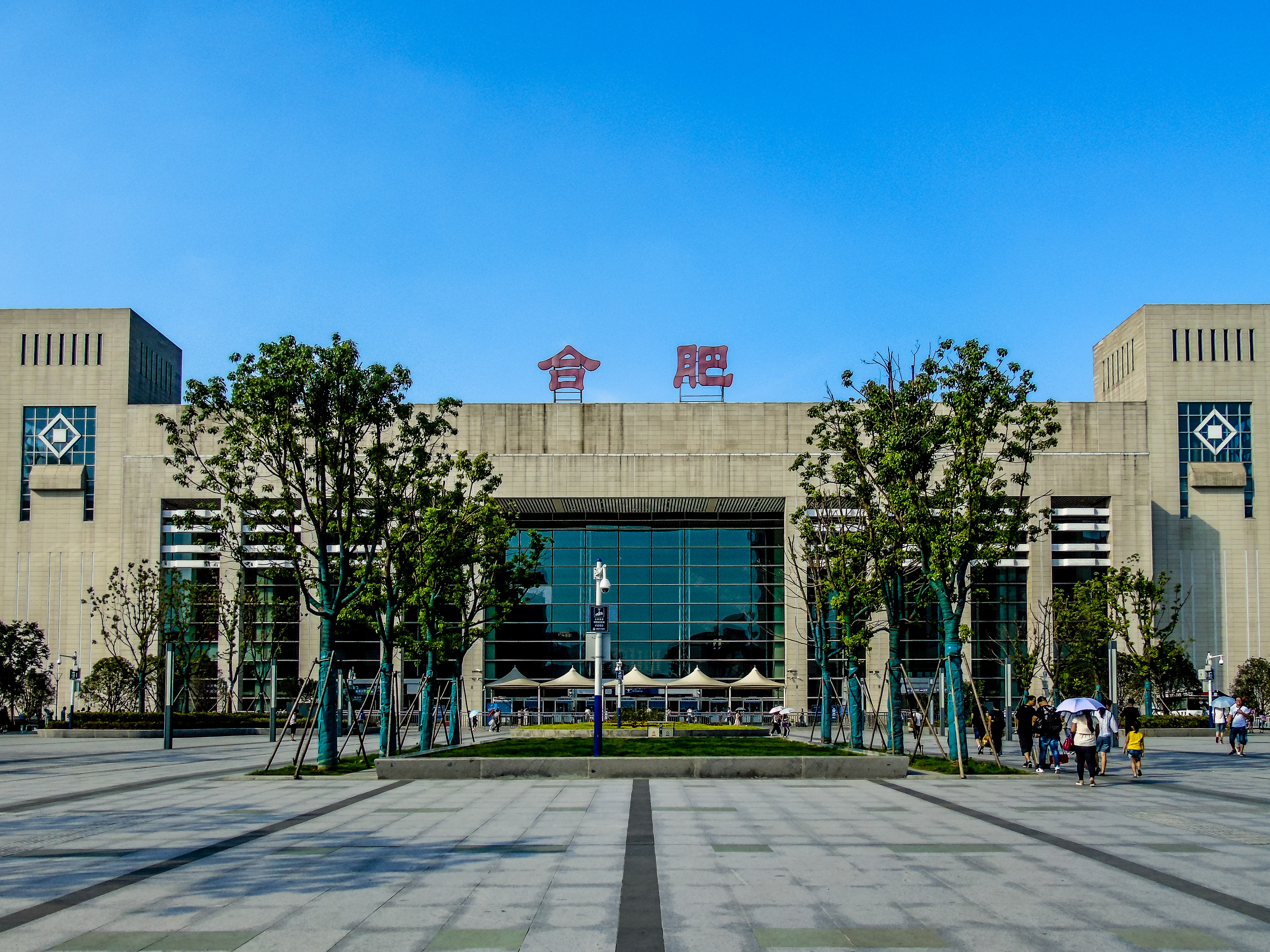
合肥火车站

- 合肥火车站合肥站：承担枢纽普客、北向动车始发终到作业为主，主要办理枢纽各方向普客始发终到及通过作业；蚌埠、阜阳方向动车始发终到作业，以及蚌埠、阜阳方向——杭州、南京方向动车通过作业；
- 合肥南站：承担枢纽东西向及南向动车始发终到作业为主，主要办理武汉、南京、福州、杭州方向动车始发终到作业，以及武汉方向——南京、杭州方向，九江方向——南京方向，蚌埠、阜阳方向——福州方向动车通过作业；城际场主要办理六安、马鞍山方向城际动车作业；
- 合肥西站：承担枢纽东北、西南向动车始发终到作业为主，主要办理新沂、九江方向动车始发终到作业，以及蚌埠、阜阳、新沂方向——武汉、九江、福州方向动车通过作业。[30][31]

#### 其他客运站
- 肥东站
- 肥西站
- 合肥北城站
- 长临河站
- 蜀山东站（尚未启用）

### 货运与编组站

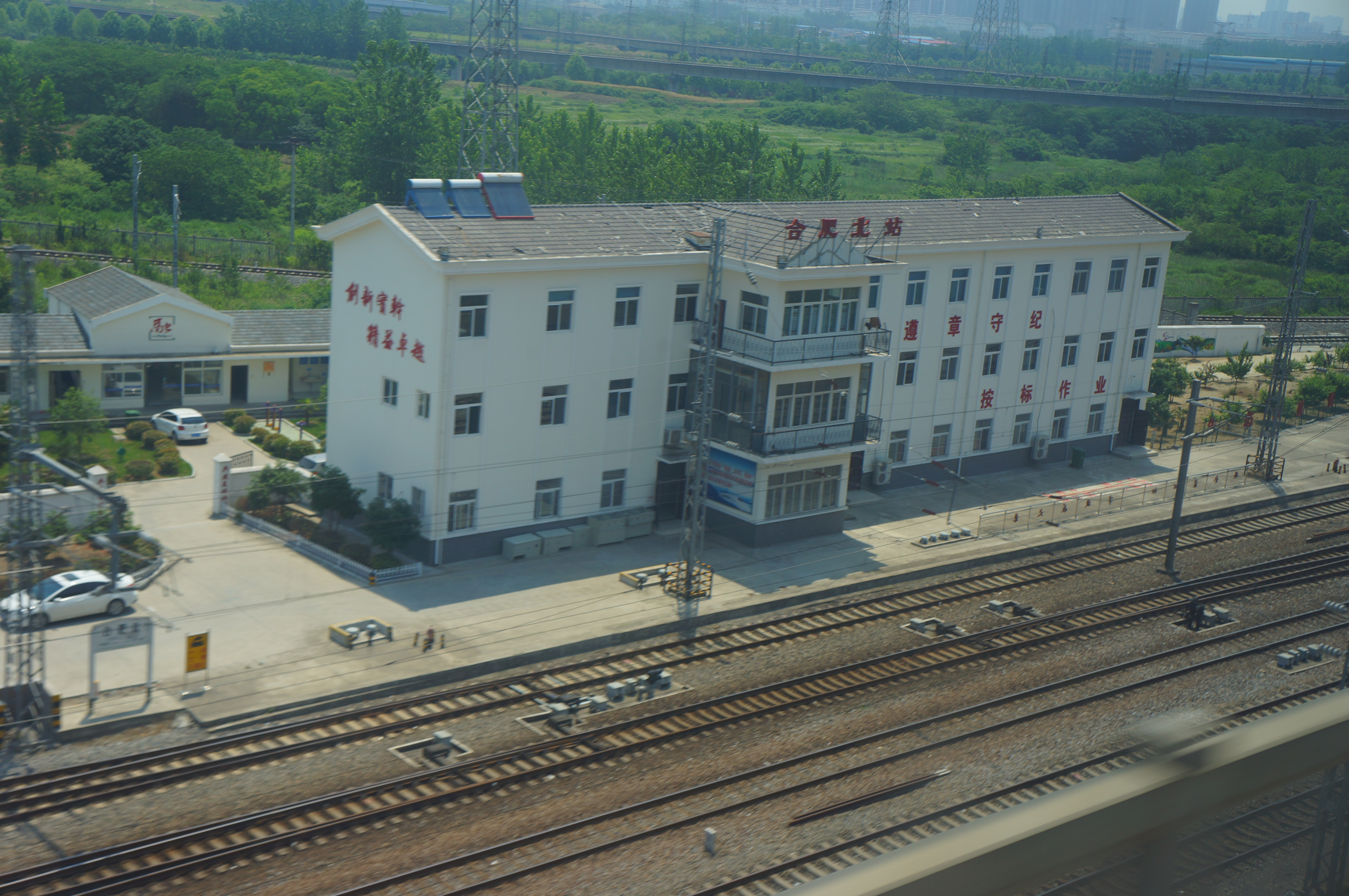
合肥北站

#### "1+4" 物流节点网络
- 合肥北站

三级物流基地

- 南岗站
- 派河港铁路物流基地
- 桥头集站
- 富民站（规划时称岗集站）[32]

其他货运站

- 桃花店站
- 雷麻店站
- 竹溪站
- 双墩集站
- 撮镇站
- 董岗站
- 大官塘站

### 编组站

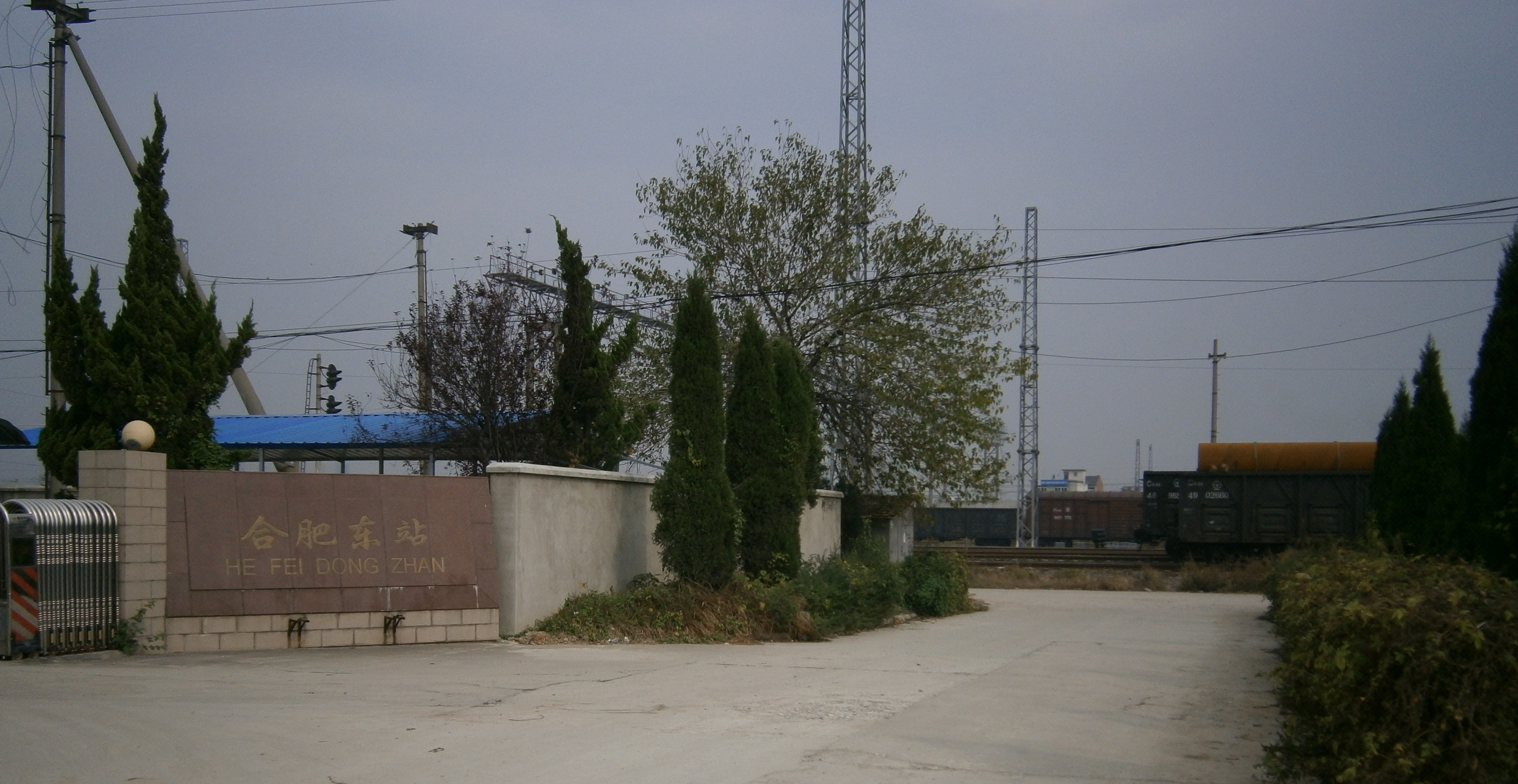
合肥东站

- 合肥东站合肥东站

## 枢纽干线

### 既有铁路

#### 干线普速铁路
- 淮南铁路：淮南站~芜湖站，华东第二通道，双线电化，国铁I级，设计时速120km/h。[22]
  - 淮南客车线：（接淮南线）大包郢线路所~合肥北站~合肥站~三十里铺站（接淮南线）
  - 老淮南线：（接淮南客车线）合肥北站~老合肥南站~钟油坊站~撮镇站（接淮南线）
- 合九铁路：（接合武绕行线）合九线路所~九江站，单线非电化，设计时速120km/h。[10]
  - 合九货车外绕线：（接宁西货车线）南岗站~丰乐站（接合九线）

- 宁西铁路：（接合武绕行线）长安集站~西安站，宁西通道，双线电化，设计时速160km/h。[12]
  - 宁西货车外绕线（双雷线）：（接淮南线）双墩集站~雷麻店站（接宁西线）
  - 桃东线：（接淮南线）合肥东站~桃花店站（接合武绕行线）

#### 高速铁路
沿江通道
- 沪汉蓉快速客运通道（合宁铁路-合武铁路）：上海虹桥站~成都东站
  - 合宁联络线：（接合宁线、合杭高速线）肥东站~三十里铺站（接淮南客车线），双线电化，客运专线，设计时速250km/h。[14]
  - 合武绕行线：（接淮南客车线）合肥站~长安集站（接合武线、宁西线），双线电化，客运专线，设计时速250km/h。[15]

京沪通道支线
- 合蚌客运专线：蚌埠南站~合肥站，双线电化，客运专线，设计时速350km/h。[16]
  - 蚌福联络线：（接合蚌高速线、京港高速线商合段）合肥北城站~合肥西站~合肥南站（接合福高速线），双线电化，客运专线，设计时速120km/h。
- 合杭客运专线：（接合宁联络线）肥东站~杭州西站，双线电化，客运专线，设计时速350km/h。[18]

京港台通道
- 合商客运专线：商丘站~合肥北城站（接蚌福联络线、合蚌高速线），双线电化，客运专线，设计时速350km/h。[18]
- （西九龙方向）合九客运专线：（接合武绕行线）合九线路所~庐山站，双线电化，客运专线，设计时速350km/h。[20]
  - 肥西联络线：（接合武线）集贤路线路所~肥西站（接京港高速线合九段）
- （平潭方向）合福客运专线：（接蚌福联络线）合肥南站~福州站，双线电化，客运专线，设计时速350km/h。[17]

#### 专用线
- 十八公里专用线
- 循环经济园专用线
- 合肥电厂专用线
- 合肥二电厂专用线
- 金源热电专用线
- 双墩港专用线
- 合肥铁路采石场专用线
- 合钢一厂专用线
- 合钢二厂专用线

### 在建铁路

#### 普速铁路
- 肥东站沪渝蓉场至合肥站联络线：（接合蚌高速线、合武绕行线）合肥站~肥东站（接北沿江高速线、合宁线），双线电化，客运专线，设计时速120km/h。[33]
- 淮南铁路三四线：（接淮南线、双雷线）双墩集站~合肥站（接淮南客车线），双线电化，客运专线，设计时速120km/h。[34]
- 合武绕行三四线：（接合武绕行线）合肥西站~雷麻店线路所（接合武线），双线电化，客运专线，设计时速120km/h。[34]

#### 高速铁路
沿江通道
- 沪渝蓉高速铁路：上海宝山站~成都站，双线电化，客运专线，设计时速350km/h。[25]
  - 北沿江高速铁路：上海宝山站~肥东站（接原合宁线至合肥南站），双线电化，客运专线，设计时速350km/h。[35][36]
  - 合武高速铁路：（接原合武线至合肥南站）雷麻店线路所~武汉天河站，双线电化，客运专线，设计时速350km/h。[34][25]

京沪第二通道支线
- 合宿高速铁路：宿迁东站~合肥西站，双线电化，客运专线，设计时速350km/h。[24]

#### 专用线
- 合肥派河港专用线[37]

### 规划铁路

#### 轨道上的长三角[38]
- 合肥-新桥机场-六安城际铁路：合肥南站城际场~新桥机场站~六安北站，双线电化，客运专线，拟作为合康高速铁路一部分建设。
- 合肥至池州铁路

#### 安徽“十四五”重点铁路项目清单[27]
- 合肥-芜湖-宣城城际铁路
- 新桥机场-淮南-蚌埠城际铁路